# Jarní prázdniny (film)
Jarní prázdniny (orig. Spring Breakdown) je americká filmová komedie z roku 2009 režiséra Ryana Shirakiho v hlavních rolích s Amy Poehlerovou, Parker Poseyovou a Rachel Dratch.

## Děj
Na začátku filmu Gayle, Becky a Judi vystupují na univerzitní talentové show v roce 1992. Na škole byly vždycky považovány za ztroskotance, ale vždy doufaly v lepší budoucnost. Následující scéna se odehrává o 15 let později. Gayle je nyní trenérka vodicích psů pro zrakově postižené. Jednoho svého klienta pozve na rande, ale ten ji odmítne, když ohmatá její obličej. Becky je asistentka senátorky Hartmannové. Judi se má vdát za Williama, ale navštěvují vztahového poradce, kde trvají na tom, že je jejich vztah v pořádku. Tři kamarádky společně pravidelně tráví pizza večery a hrají stále stejné hry.
Senátorka Hartmannová oznámí svému týmu, že se může stát novou viceprezidentkou. Aby pojistila svůj úspěch, musí se ujistit, že má dobrou pověst a okolí. Její dcera Ashley se zrovna rozešla s přítelem, protože prý není dost "coura". Aby ho získala zpátky a nerozčílila svou matku, rozhodne se jet na jarní prázdniny do South Padre. Chce, aby si matka myslela, že je jako ona v jejích letech - nejpopulárnější dívka v sesterstvu a vždy připravená na zábavu. Senátorka Hartmannová tam pošle Becky, aby na ní dohlédla kvůli své snaze stát se viceprezidentkou.
Judi se vrátí domů a zjistí, že její snoubenec je gay, a tak se s ním rozejde. Judi se sejde s Becky a Gayle a rozhodnou se společně jet do South Padre, aby zažily prázdniny, jaké nikdy neměly. Gayle a Judi se na místě bez problému zapojí do davu a užívají si studentský život, ale Becky se držela hlavního důvodu, proč se tam vydala.
Jednoho večera na pěnové party Ashley zjistí, že Becky byla ve skutečnosti poslaná matkou. Cítí se zrazena, protože si myslela, že jsou kamarádky. Dostanou se do souboje a obě skončí ve vězení. Té noci se na místo vydá také William, aby požádal Judi o druhou šanci. Judi pak vyplatí Becky a Ashley z vězení a všem oznámí, že se vdá za Williama. Gayle oznámí, že se zapojí do talentové show se skupinou populárních dívek, Ashleyiných nepřátel, a konečně vyhraje. To vede k hádce, která skončí tím, že Judi se vydá vdát a Becky a Ashley se samostatně připravují na talentovou show.
Na letišti si Judi konečně připustí, že je William gay a řekne mu, že si ho nemůže vzít. Gayle se pohádá těsně před vystoupením s Mason, vůdkyní dívek, se kterými chce vystupovat. V zákulisí se pak objeví senátorka Hartmannová a chce přinutit Ashley, aby se vrátila domů. Pohádají se a Ashley prosí matku, aby jí dovolila vystoupit v show. Na pódiu omdlí původní pianista a Judi se vrátí v pravou chvíli a nahradí ho. Vystoupení Becky a Ashley je velkým úspěchem. Film končí scénou s Gayle, Becky a Judi na svém obvyklém pizza večeru, kde hrají svou obvyklou hru.

## Obsazení
| Amy Poehlerová    | Gayle                         |
| Parker Posey      | Becky                         |
| Rachel Dratch     | Judi                          |
| Amber Tamblyn     | Ashley                        |
| Sophie Monk       | Mason                         |
| Jonathan Sadowski | Doug                          |
| Missi Pyle        | Charlene                      |
| Jane Lynch        | senátorka Kay Bee Hartmannová |
| Mae Whitman       | Lydia                         |
| Sarah Hagan       | Truvy                         |
| Seth Meyers       | William, Judiin snoubenec     |
| Will Arnett       | Ted                           |
| Justin Hartley    | Todd                          |